# Amary Ngoné Ndella Coumba Fall
Pour les articles homonymes, voir Amary Ngoné.
Amary Ngoné Ndella Coumba Fall(Amari Ngóone Ndeela en wolof) est un damel du Cayor – le souverain d'un royaume pré-colonial situé à l'ouest de l'actuel Sénégal.

## Biographie
Succédant à Biram Fatim Penda, il règne de 1790 à 1809.
Birima Fatma Thioub lui succède.